# Josef Anton Baldermann
Josef Anton Baldermann, auch Baldrmann (28. Februar 1903 in Wien – 2. März 1943 in Berlin-Plötzensee) war ein österreichischer Werkzeugfräser und Widerstandskämpfer gegen den Nationalsozialismus, der in Berlin hingerichtet wurde.
Seine Geschichte wurde von Marianne Enigl als Geschichte einer Auflehnung beschrieben.

## Leben und Werk
Josef Anton Baldermann war von Beruf Werkzeugfräser bzw. Werkzeugdreher. Er arbeitete in der Metallwarenfabrik Blau. Nach der Annexion Österreichs sammelte er Geld für die Familien von Inhaftierten. Er tat dies gemeinsam mit seinem Arbeitskollegen Walter Schopf (1922–1943). Weiters verbreitete er illegale Flugschriften, unterstützte den Aufbau von Widerstandsgruppen und äußerte sich kritisch über das NS-Regime. Am 29. Juli 1941 wurde er wegen kommunistischer Umtriebe inhaftiert und danach wegen „Vorbereitung zum Hochverrat“ vor Gericht gestellt. Als er verhaftet wurde, war sein Sohn gerade zehn Tage alt. Laut Anklage soll er gemeinsam mit Karl Wyt der Bezirksleitung Wien-Brigittenau der Kommunistischen Partei Österreichs angehört haben, die damals österreichweit verboten war. Er wurde am 16. Juni 1942 vom Volksgerichtshof zum Tode verurteilt und am 2. März 1943 in Berlin-Plötzensee enthauptet. Mit ihm wurden sechs weitere Arbeiter wegen angeblichen Hochverrates hingerichtet.

## Nachlass
Zentraler Teil seines schriftlichen Nachlasses sind das Tagebuch und die Briefe aus der 19 Monate dauernden Haft, bis zu seiner Hinrichtung in Berlin-Plötzensee im März 1943 – sowie die Briefe seiner Angehörigen. Erhalten sind neben dem leinengebundenen, vor der Gestapo verstecktem Tagebuch auch seine Schneebrille, der Eispickel und Fotos vom Bergsteigen und mit seinen Sportkameraden im Arbeiter-Athletikklub. Sein Sohn hat bis heute bewahrt, was von ihm geblieben ist.

## Ehrungen
- Betriebsangehörige der Metallwarenfabrik Blau stifteten eine Gedenktafel für ihn und Walter Schopf, die 1955 an der Fabrik (Wien 20, Hellwagstraße 6), enthüllt und nach deren Abbruch 1971 auf das an derselben Stelle neu errichtete Wohnhaus übertragen wurde.
- Sein Name ist auf einer Gedenktafel für Angehörige der tschechischen und slowakischen Minderheit in Wien 10, Leibnizgasse 10 eingraviert.
- Auf dem Mahnmal für die Opfer des Widerstandes der tschechischen und slowakischen Minderheit in Wien auf dem Wiener Zentralfriedhof ist sein Name ebenfalls eingraviert.
- 2013 wurde eine städtische Wohnhausanlage, Pasettistrasse 9–21, in Wien-Brigittenau nach ihm benannt.[1]

## Buchpublikation
- Marianne Enigl: Baldermann, Wien 1903 – Berlin-Plötzensee 1943. Eine Arbeitergeschichte im Roten Wien, Wien: Mandelbaum Verlag 2017, ISBN 978-3-85476-534-9.